# Črnogorski perper
Črnogorski perper (črnogorsko црногорски перпер, crnogorski perper) je bil od leta 1906 do 1916 denarna enota Kneževine in Kraljevine Črne gore. Razdeljen je bil na 100 par.
Proti koncu 20. stoletja je Črna gora nameravala ponovno uvesti perper, vendar je namesto njega uvedla nemško marko. Po zamenjavi marke z evrom, je uvedla evro.

## Kovanci
Leta 1906 so bili izdani kovanci z vrednostmi 1, 2, 10 in 20 par. Kovanca za  1 in 2 pari sta bila iz brona,  kovanca za 10 in 20 par pa iz niklja. Kovanci iz niklja in brona so se kovali na Dunaju.
Leta 1909 sta bila dodana srebrnika za 1 in 5 perperjev, leta 1910 pa še za 2 perperja. Leta 1910 sta se začela kovati tudi zlatnika za 10 in 20 perperjev in zelo omejeno število zlatnikov za 100 perperjev. Do leta 1914 je bilo dano v obtok še nekaj izdaj bronastih, nikljastih in srebrnih kovancev.
Leta 1909 naj bi se začeli kovati tudi zlatniki, vendar so se začeki kovati šele leto kasneje. Tega lete je Črna gora je izdala zlatnika za 20 in 100 perperjev. Na prvem je bil napis Kneževina Črna gora, na drugem pa Kraljevina Črna gora, ker je knez Nikola I. 28. avgusta kneževino proglasil za kraljevino. Slednji je bil hkrati posvečen 50. obletnici njegovega vladanja. 
Zlatnik za 100 perperjev se šteje za najfinejši izdelek črnogorskega kovništva. Število ohranjenih kovancev ni znano. Domneva se, da okoli 150, vključno s tistimi v zbirkah svetovnih muzejev Ermitažu, Ameriškem numizmatičnem društvu, Britanskem  muzeju, Pradu in na Dunaju. Dva zlatnika za 100 perperjev sta  tudi v zbirko Centralne banke Črna gore. Na dražbah dosegajo ceno 20.000 do 35.000 evro, odvisno od njihovega stanja.

## Bankovci
Bankovce z vrednostmi 1, 2, 5, 10, 50 in 100 perperjev je leta 1912 izdala državna zakladnica. Leta 1914 je vlada izdala tri serije bankovcev z vrednostmi 1, 2, 5, 10, 20, 50 in 100 perperjev. Med avstro-ogrsko okupacijo med prvo svetovno vojno so bili bankovci iz druge in tretje serije na ukaz lokalnih vojaških poveljstev pretiskani. Leta 1917 je avstrijska vojska izdala konvertibilne bone, nominirane v perperjih, peperskih kovancih (Münzperper) in kronah. Boni so se menjavali po tečaju 2 perperja = 1 kovan perper = 1 krona.

## Digitalna valuta
Digitalni perper je decentralizirana digitalna valuta brez centralne banke, ki se lahko pošilja od uporabnika do uporabnika brez posrednika po omrežju peer-to-peer. Transakcije preverjajo omrežna vozlišča s kriptografijo in jih zapišejo v javno distribuirano knjigo, imenovano blokovna veriga.
Digitalni perper je iznašel Aleksandar-Saša Kapisoda leta 2019, znanstvenik v nemški farmacevtski družbi. Kapisoda se je odločil, da bo "oživil valuto Kraljevine Črne gore v obliki, primerni za 21. stoletje" in svojo intelektualno lastnino kot darilo prepustil Črni gori. Perper je kripto valuta, ki je elektronskem plačilnem sistemu enakovredna bitcoinu.

## Sklica
1. ↑  Central Bank of Montenegro: Jubilarno izdanje perpera. Arhivirano 16. junija 2006 na Wayback Machine.
2. ↑  "Priča o crnogorskim perperima". Mondo.me. Pridobljeno 26. septembra 2016.